# Castle Acre
Castle Acre is een civil parish in het bestuurlijke gebied King's Lynn en West Norfolk, in het Engelse graafschap Norfolk met 848 inwoners.